# Gnaphalium sylvaticum
Gnaphalium sylvaticum là một loài thực vật có hoa trong họ Cúc. Loài này được Carl von Linné mô tả khoa học đầu tiên năm 1753.